# Thomas M. Wright
Thomas Michael Wright, noto anche come Tom Wright (Melbourne, 22 giugno 1983), è un attore australiano.

## Biografia
È il cofondatore (2006) e direttore della compagnia teatrale Black Lung, insieme a Thomas Henning. Come attore, sale alla ribalta nella serie televisiva Top of the Lake - Il mistero del lago, diretta da Jane Campion, per la quale viene nominato come miglior attore non protagonista ai Critics' Choice Awards. Nel 2015 prende parte al film Everest, mentre nel 2017 è protagonista del film Sweet Country , nel ruolo di Mick Kennedy.
Ha esordito alla regia dirigendo il film Acute Misfortune (2019), per poi trovare ampio consenso dalla critica internazionale con il successivo The Stranger (2022).

## Filmografia

### Attore

#### Cinema
- Alieni in famiglia, regia di Steve Biyum (2000)
- Zenon - La nuova avventura, regia di Manny Coto (2001)
- The King, regia di Matthew Saville (2007)
- Van Diemen's Land, regia di Jonathan auf der Heide (2009)
- Balibo, regia di Robert Connolly (1993)
- Torn, regia di Jeremiah Birnbaum (2010)
- Everest, regia di Baltasar Kormákur (2015)
- L'uomo dal cuore di ferro, regia di Cédric Jimenez (2016)
- Sweet Country, regia di  Warwick Thornton (2017)
- Sleeping Dogs, regia di Adam Cooper (2024)

#### Televisione
- Top of the Lake - Il mistero del lago – serie TV, 7 episodi (2013)
- The Bridge – serie TV, 26 episodi (2013-2014)
- Outsiders – serie TV, 26 episodi (2016-2017)
- Pronti a tutto (Barkskins) – miniserie TV, 8 puntate (2020)

### Regista
- Acute Misfortune – lungometraggio (2019)
- The Stranger - lungometraggio (2022)

## Doppiatori italiani
Nelle versioni in italiano dei suoi film, Thomas M. Wright è stato doppiato da:
- Massimiliano Plinio in Everest
- Christian Iansante in The Bridge
- Giorgio Borghetti in Pronti a tutto
- Alessandro Bianchi in Sweet Country